# نوربیت (مدار منطقی)

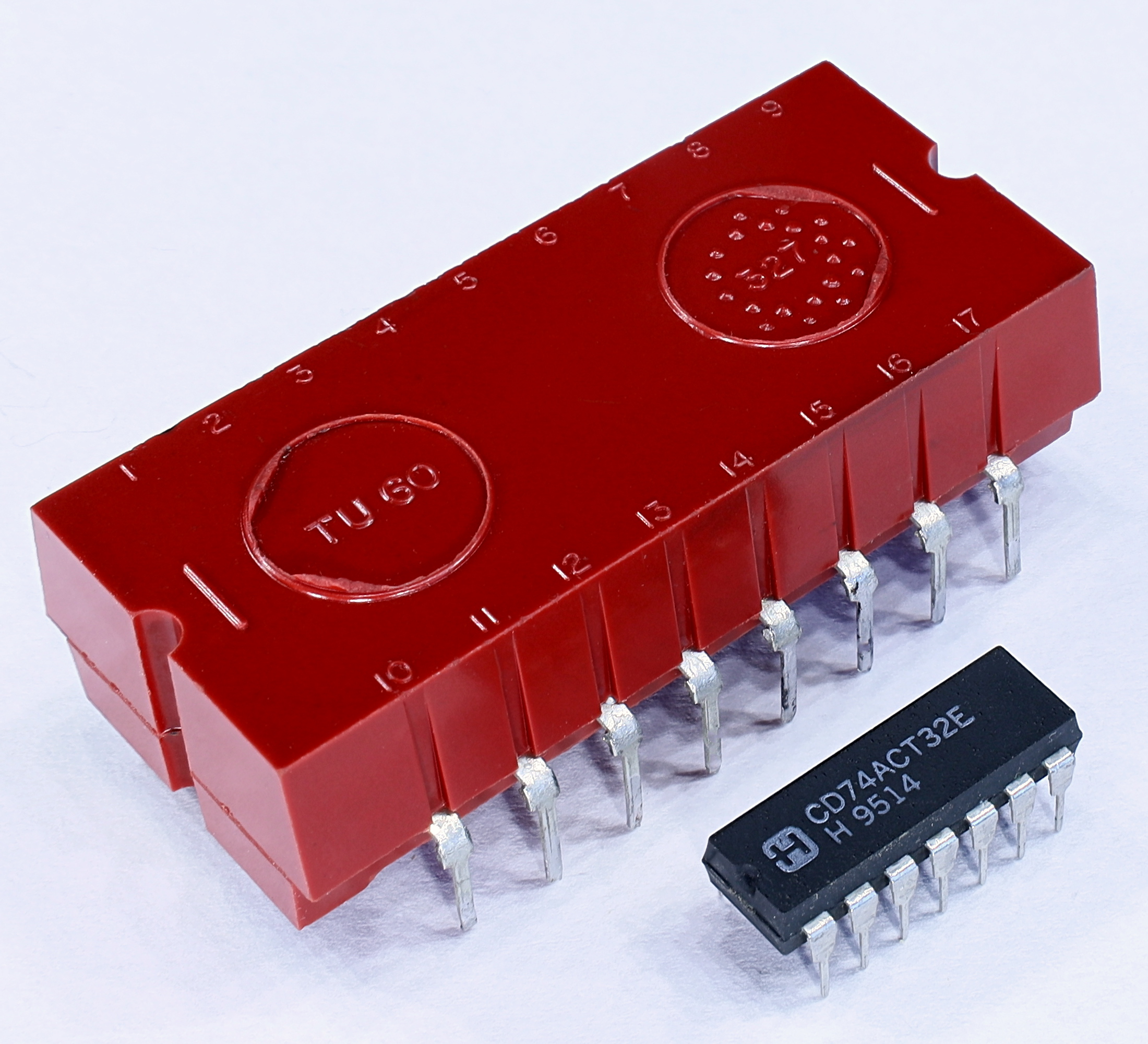
قطعه TU60 (مدار زمان‌سنج) از سری ۶۰ خانواده نوربیت ۲ درمقایسه با مدار مجتمع سیماس

در الکترونیک، خانواده ماژول‌های نُوربیت (به انگلیسی: NORBIT) شکل بسیار اولیه (از سال ۱۹۶۰) از منطق دیجیتال است که توسط فیلیپس (و همچنین از طریق Valvo و مالرد) توسعه یافته است که از ماژول‌های حاوی اجزای گسسته برای ساخت بلوک‌های تابع منطقی در منطق مقاومت-ترانزیستور (RTL) یا فناوری منطق دیود-ترانزیستور (DTL) استفاده می‌کند.
هر تابع منطقی موجود با رنگ ظرف پلاستیکی، سیاه، آبی، قرمز، سبز، بنفش و غیره قابل تشخیص بود. مهم‌ترین بلوک مداری حاوی یک دروازه NOR (از این رو نام آن است) بود، اما بلوک‌هایی نیز وجود داشتند که شامل راه‌اندازها و یک مدار تایمر (زمان‌سنج) شبیه به آی‌سی تایمر ۵۵۵ اخیر بودند.

## نگارخانه

نمونه هایی از خانواده نوربیت ۲ سری ۶۰
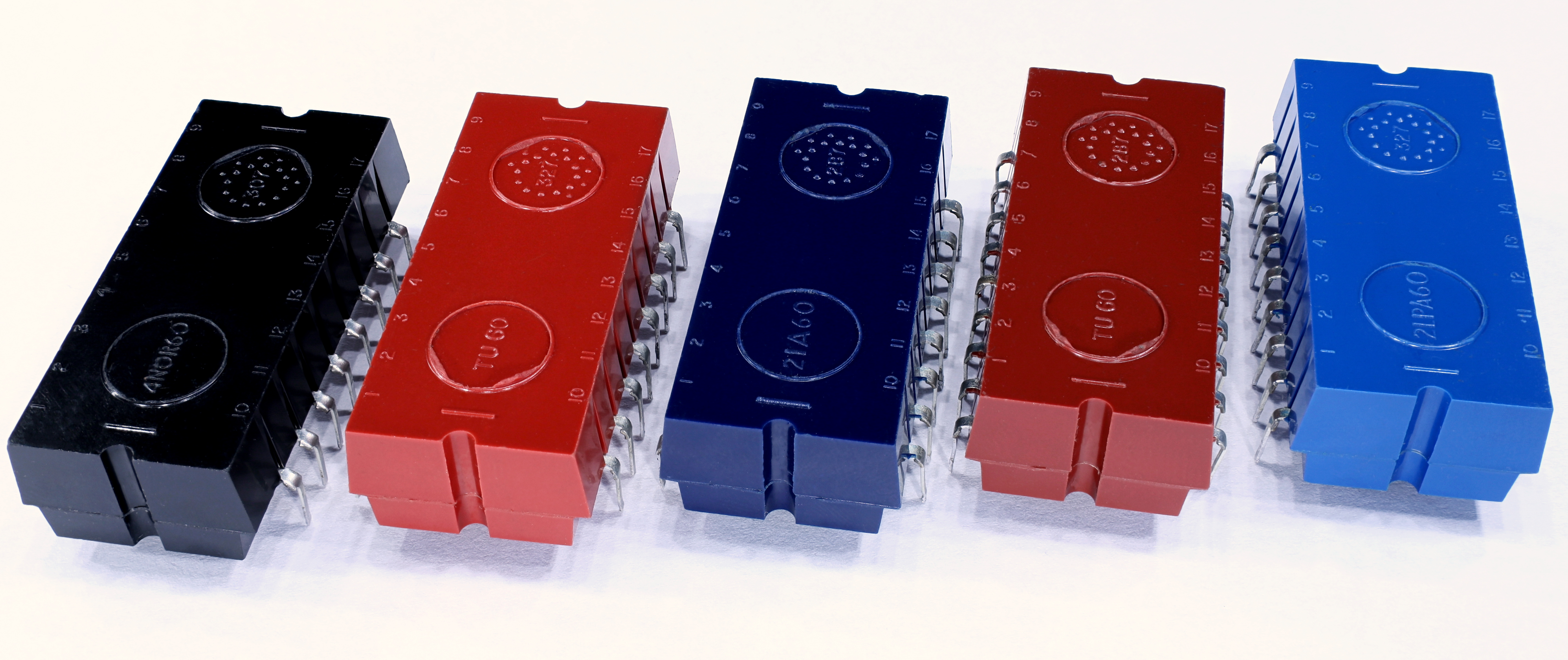
نمای بالا
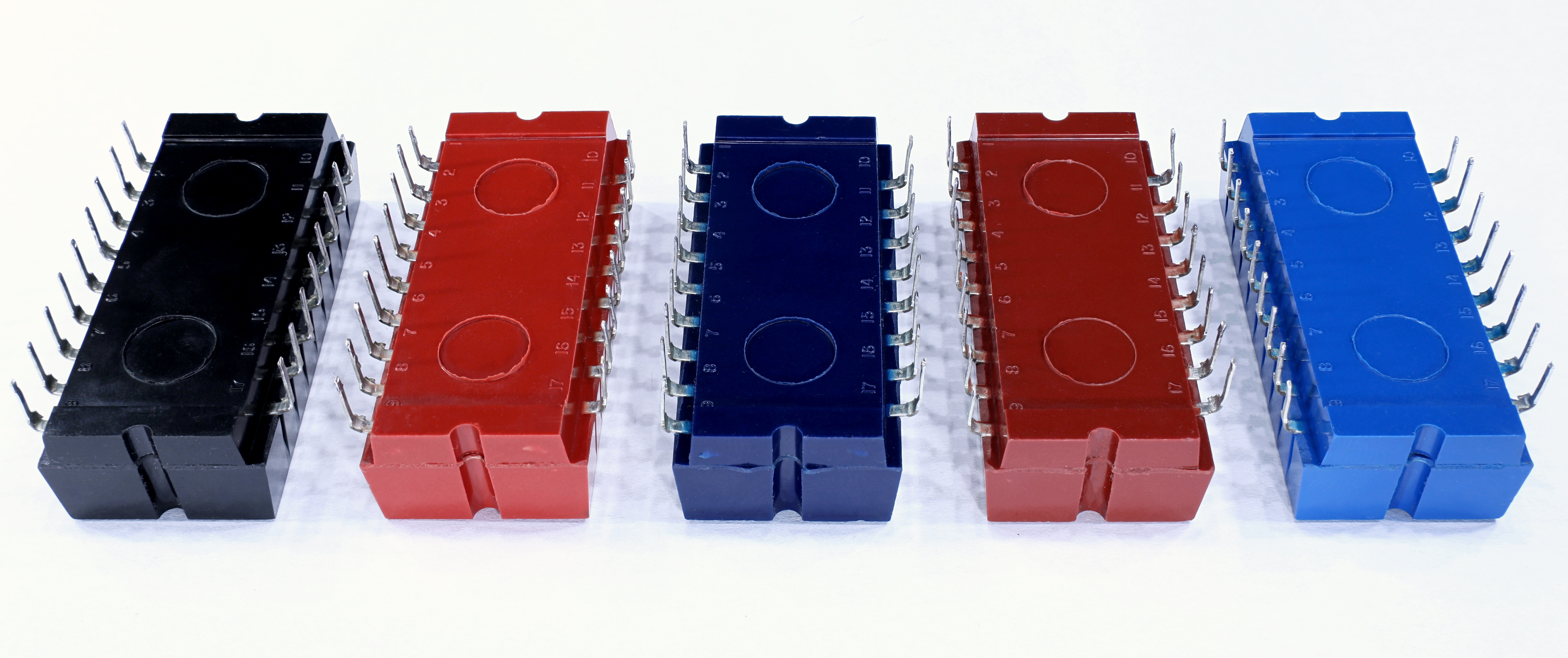
نمای زیر

نمونه هایی از بردهای مدار چاپی که از خانواده نوربیت ۲ سری ۶۰ استفاده می‌کنند
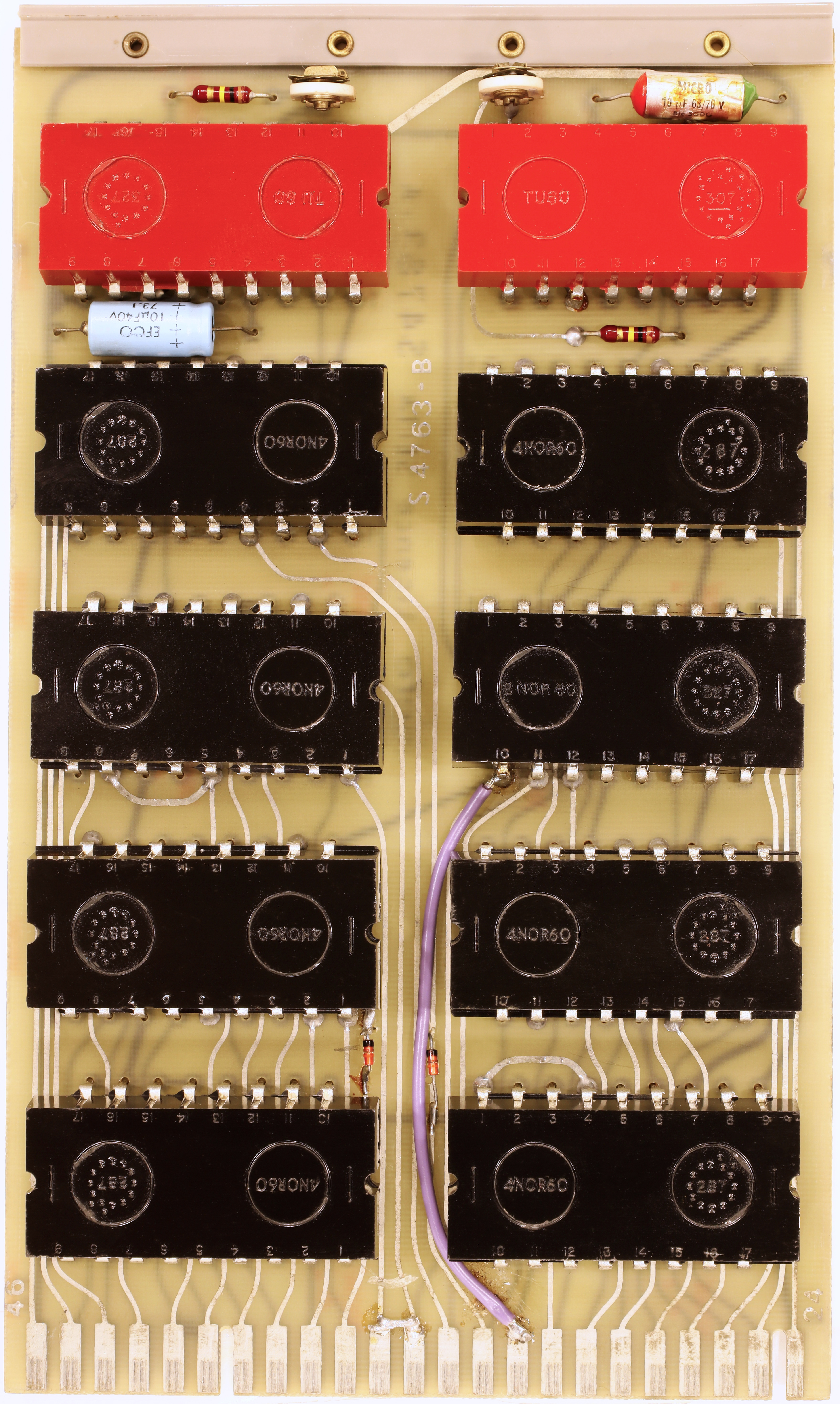
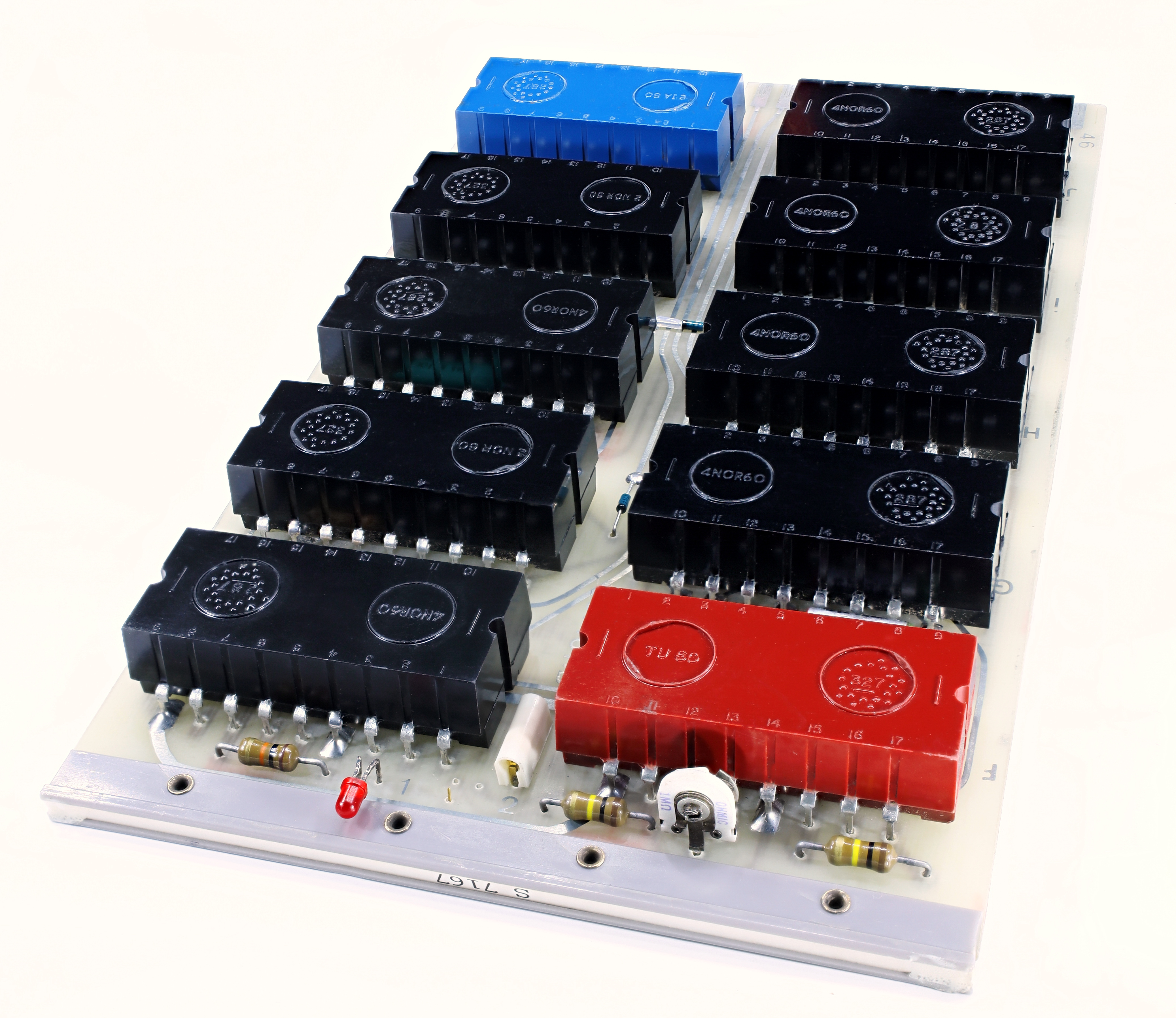
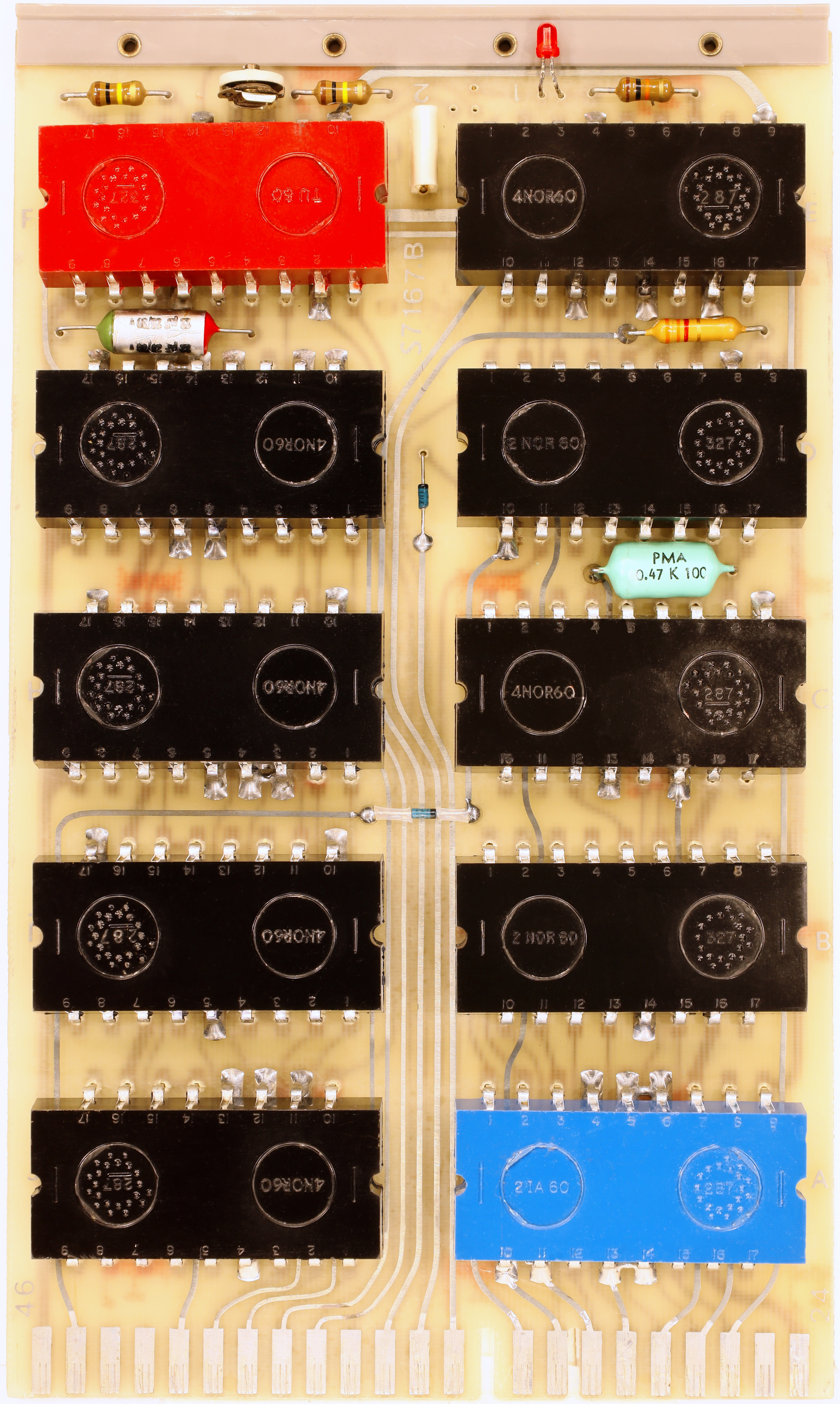
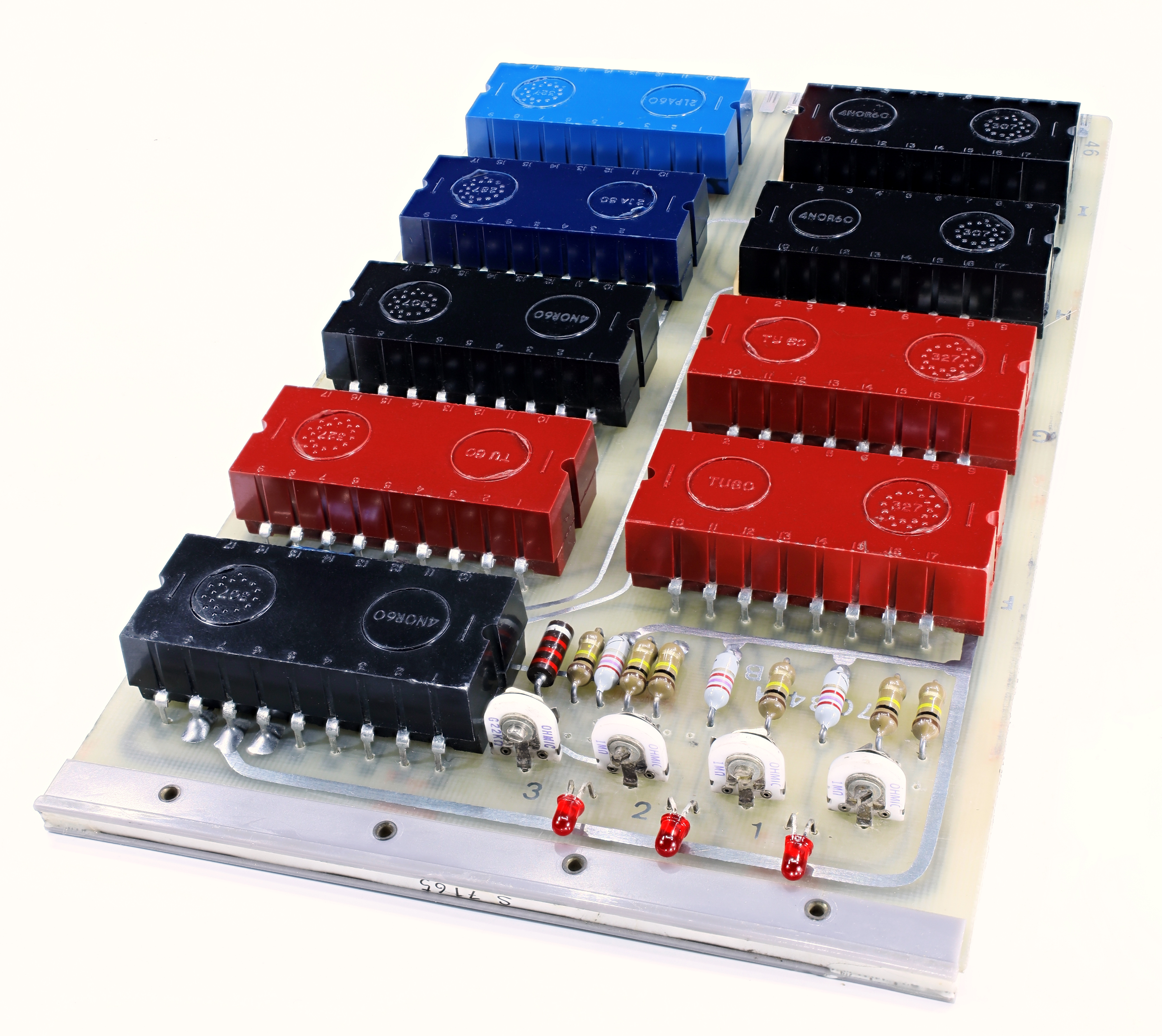
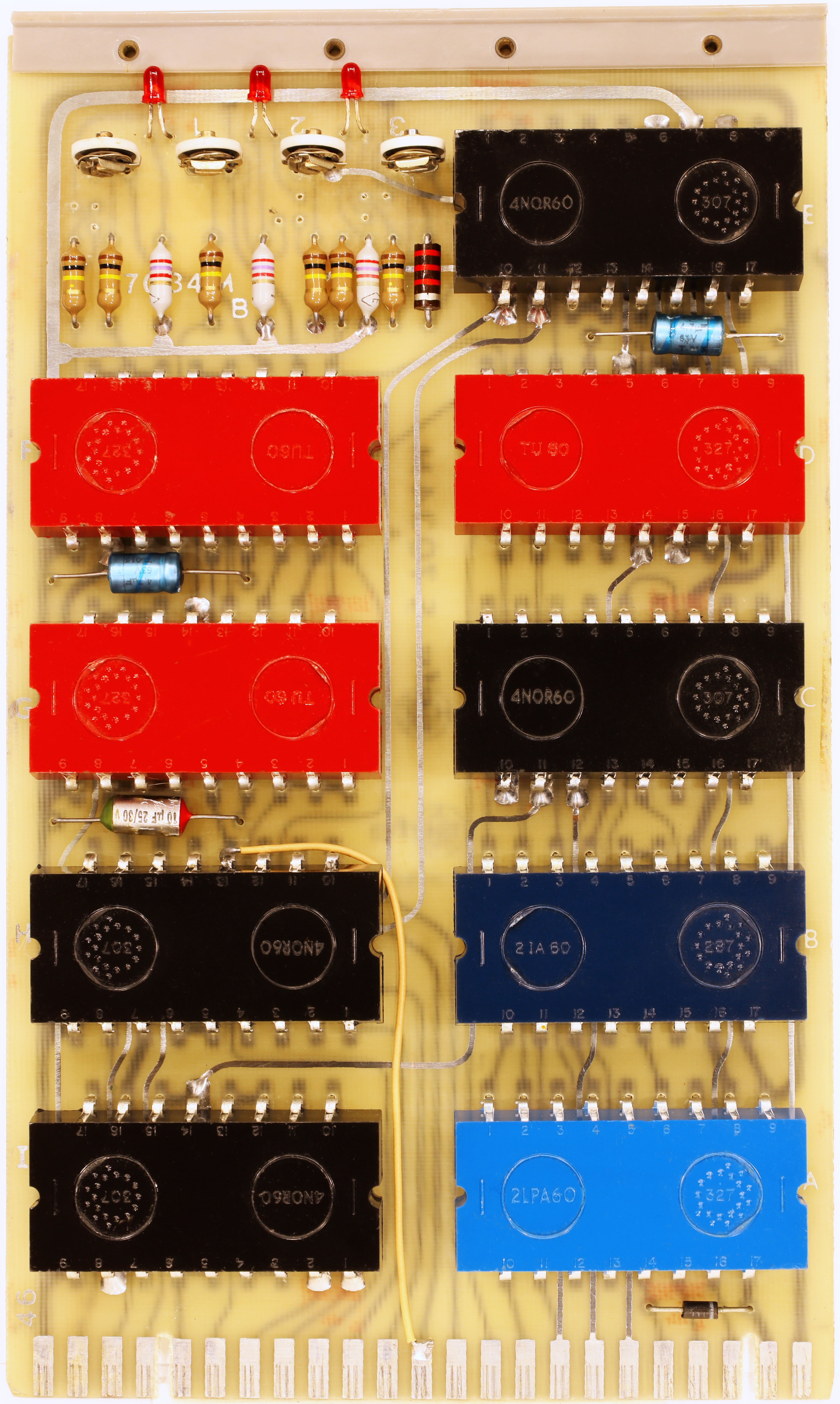
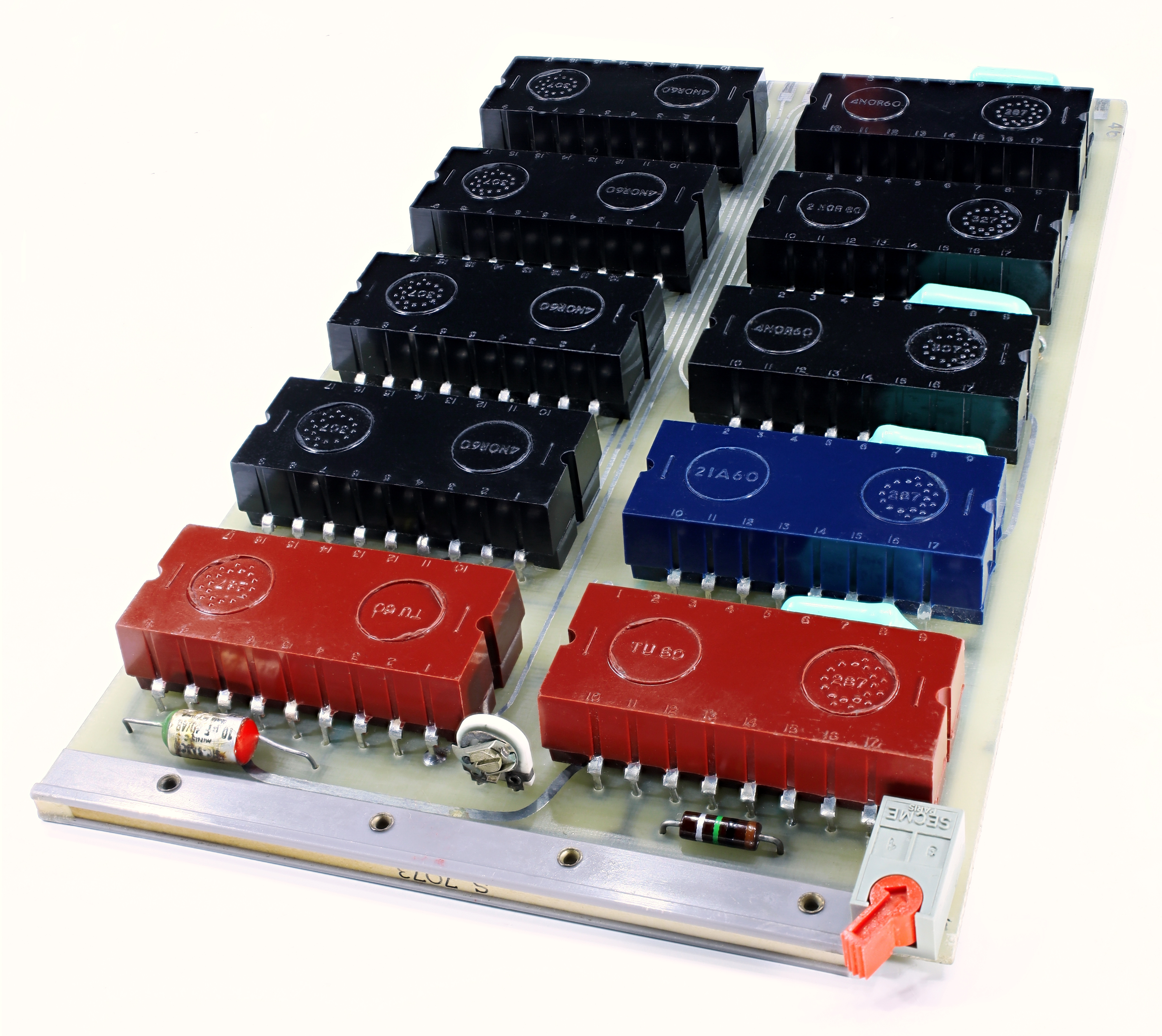
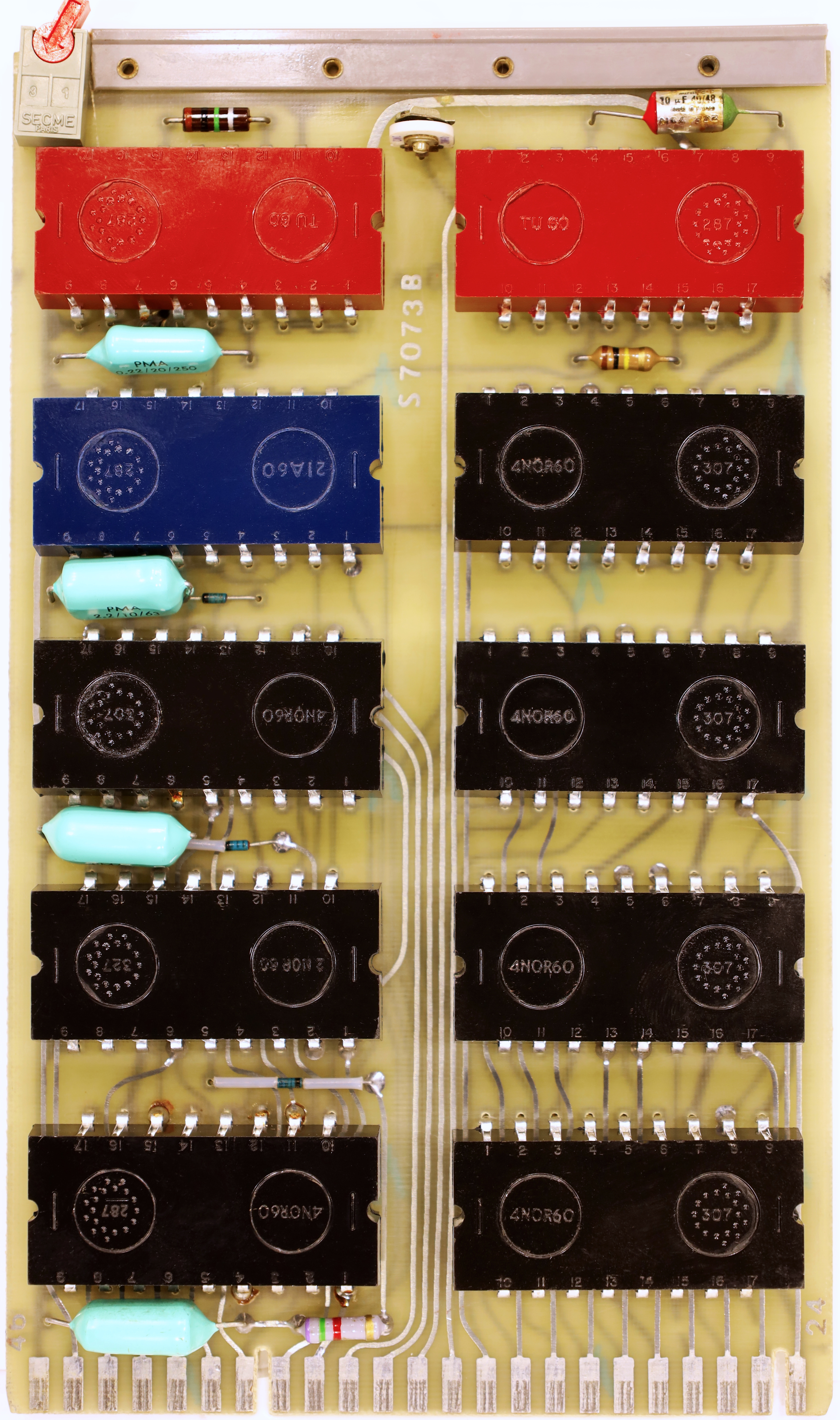
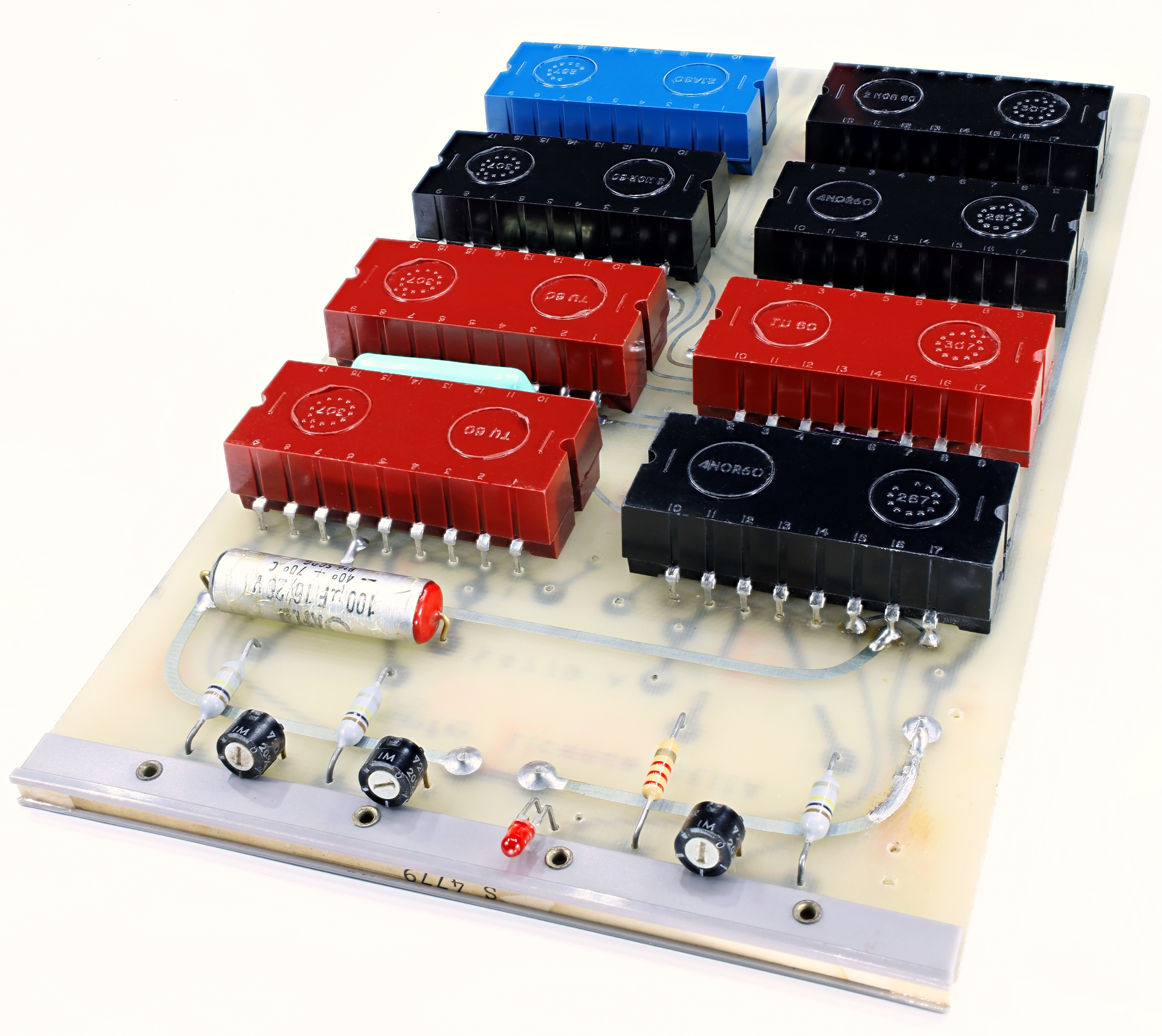
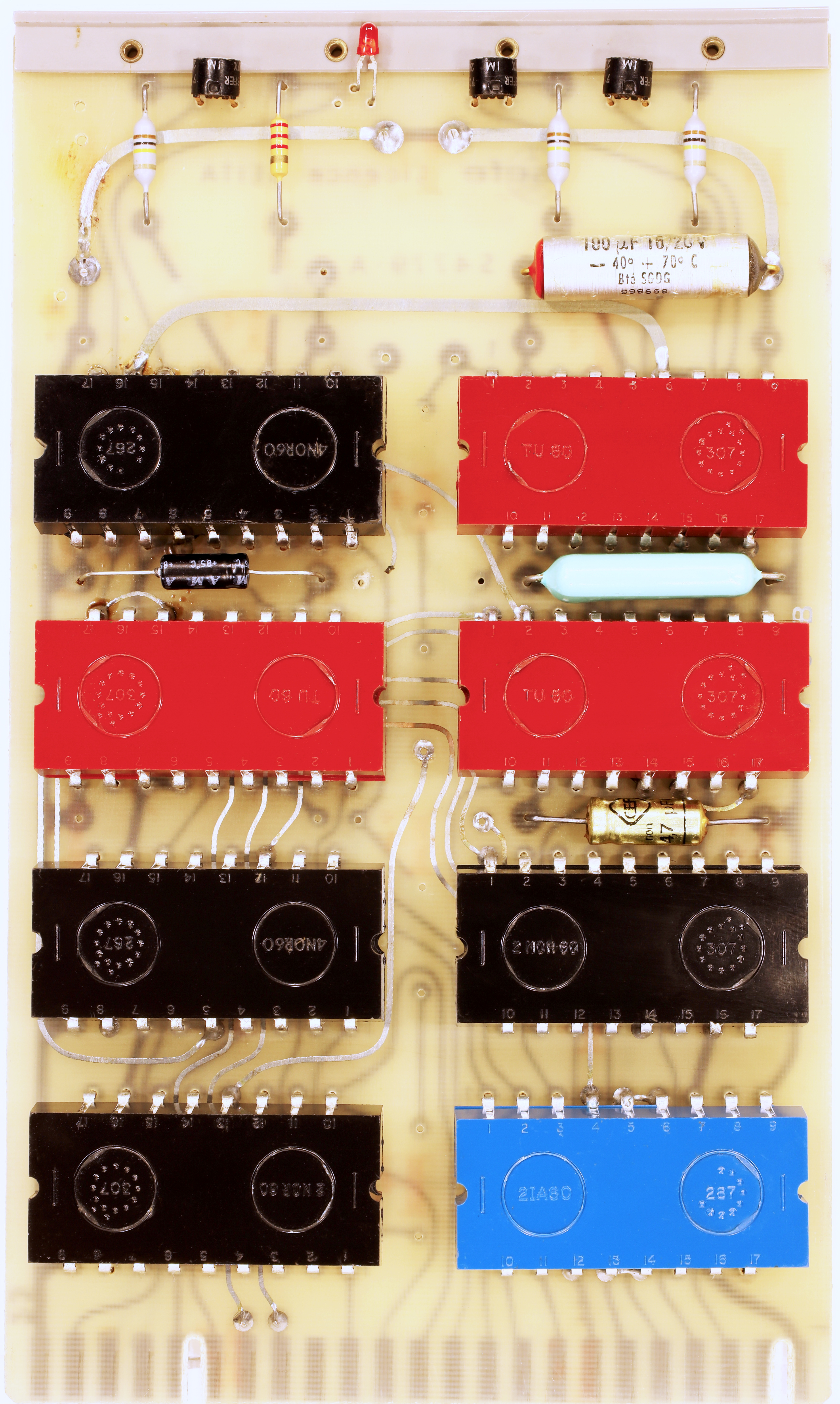
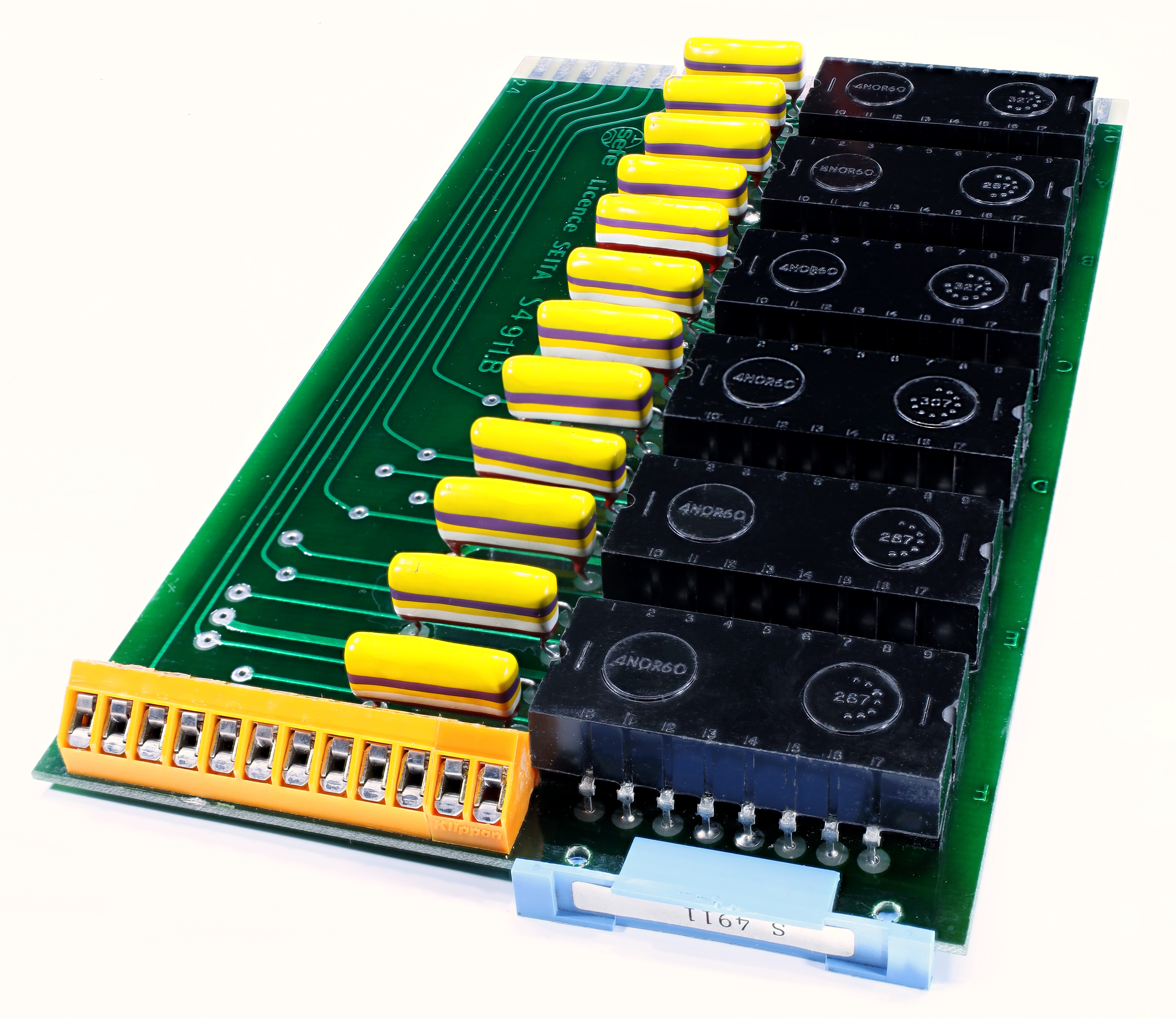
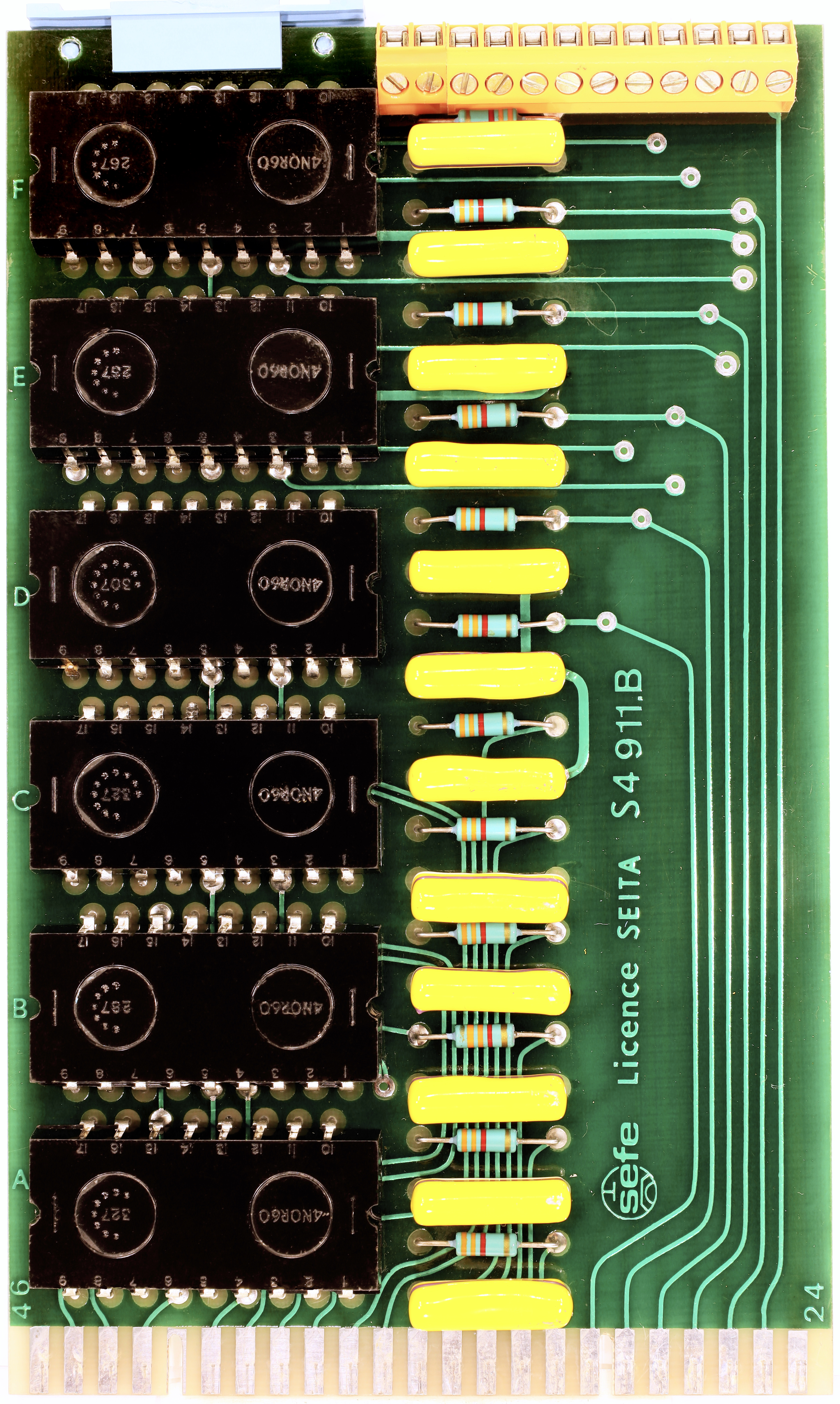
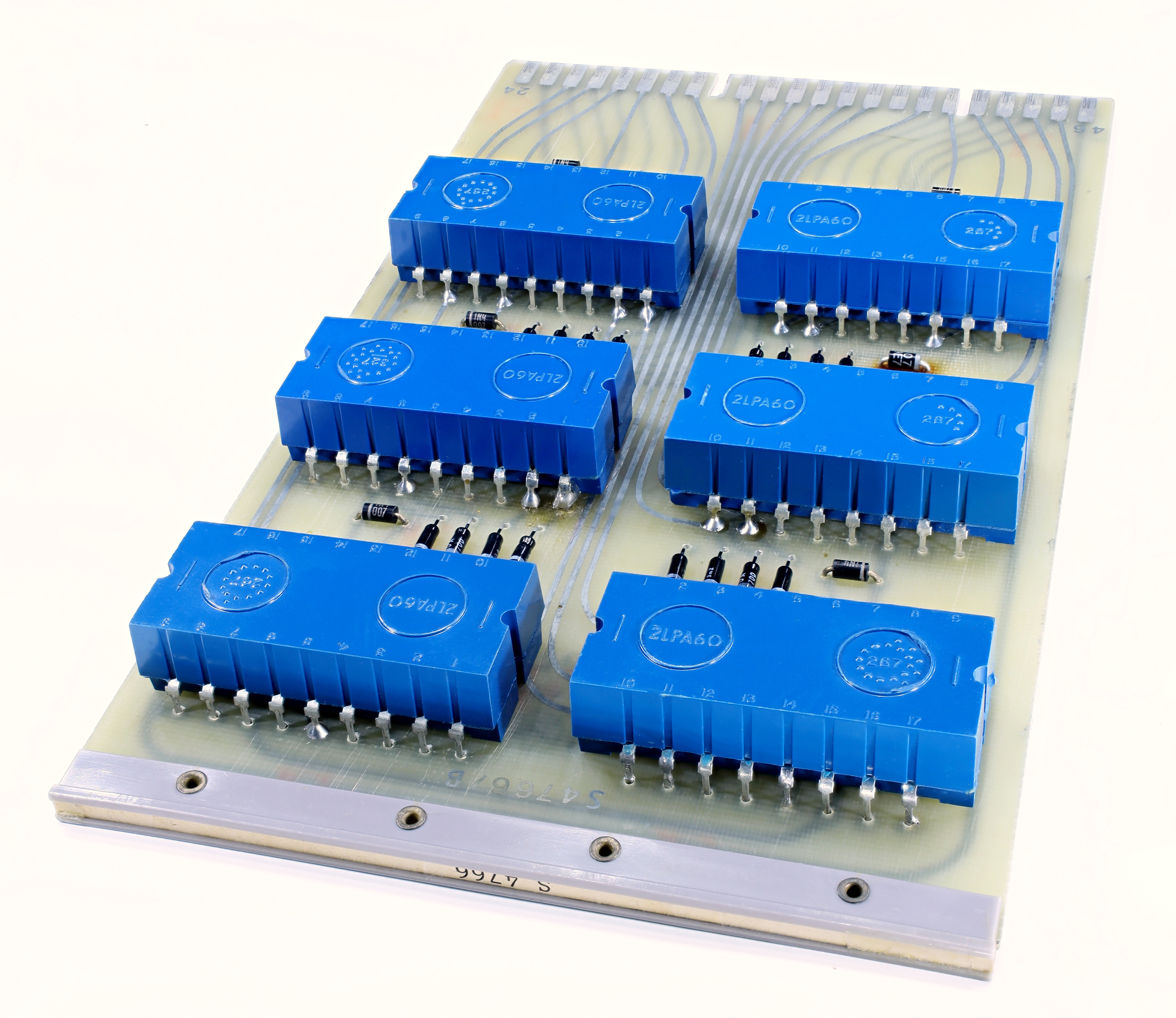
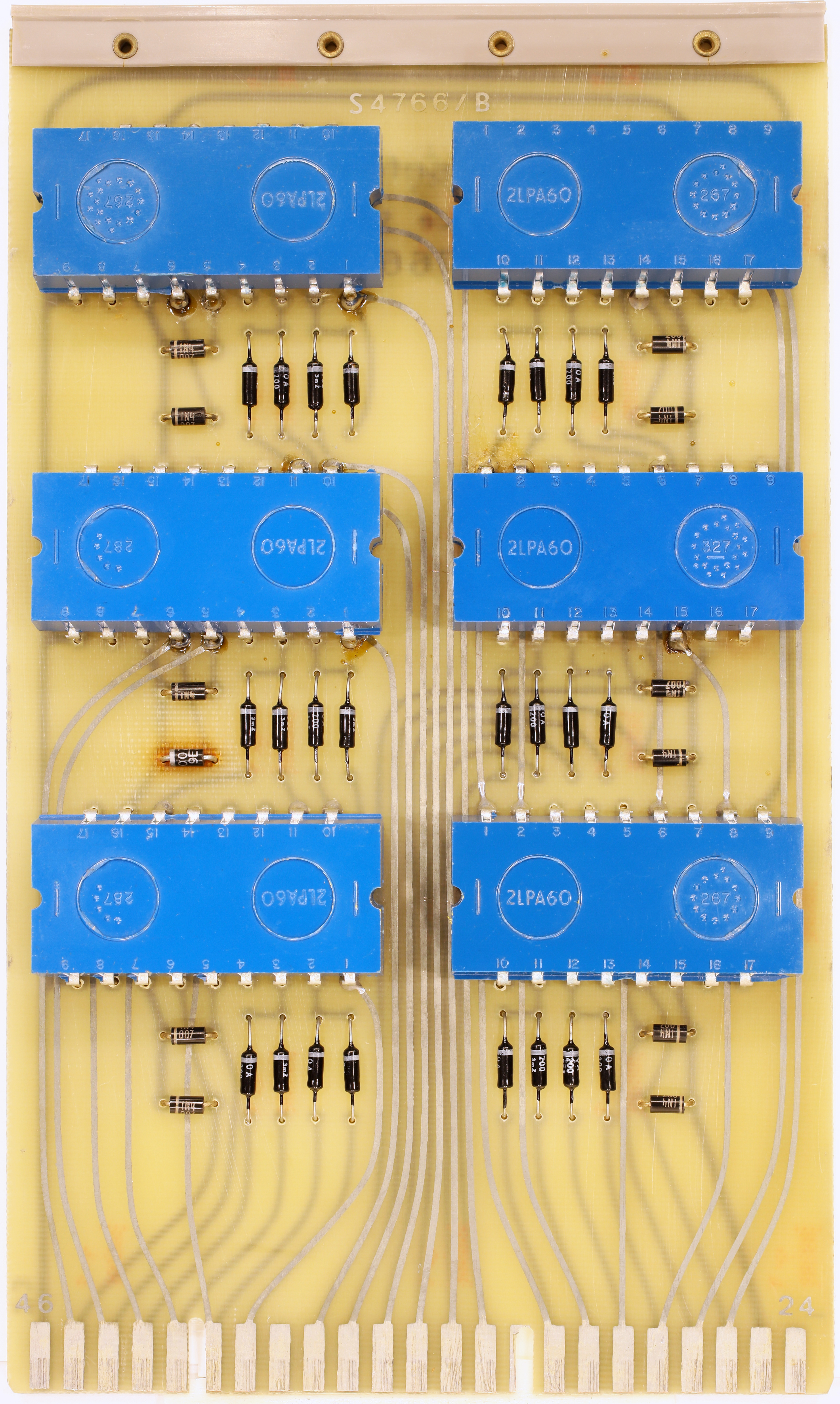
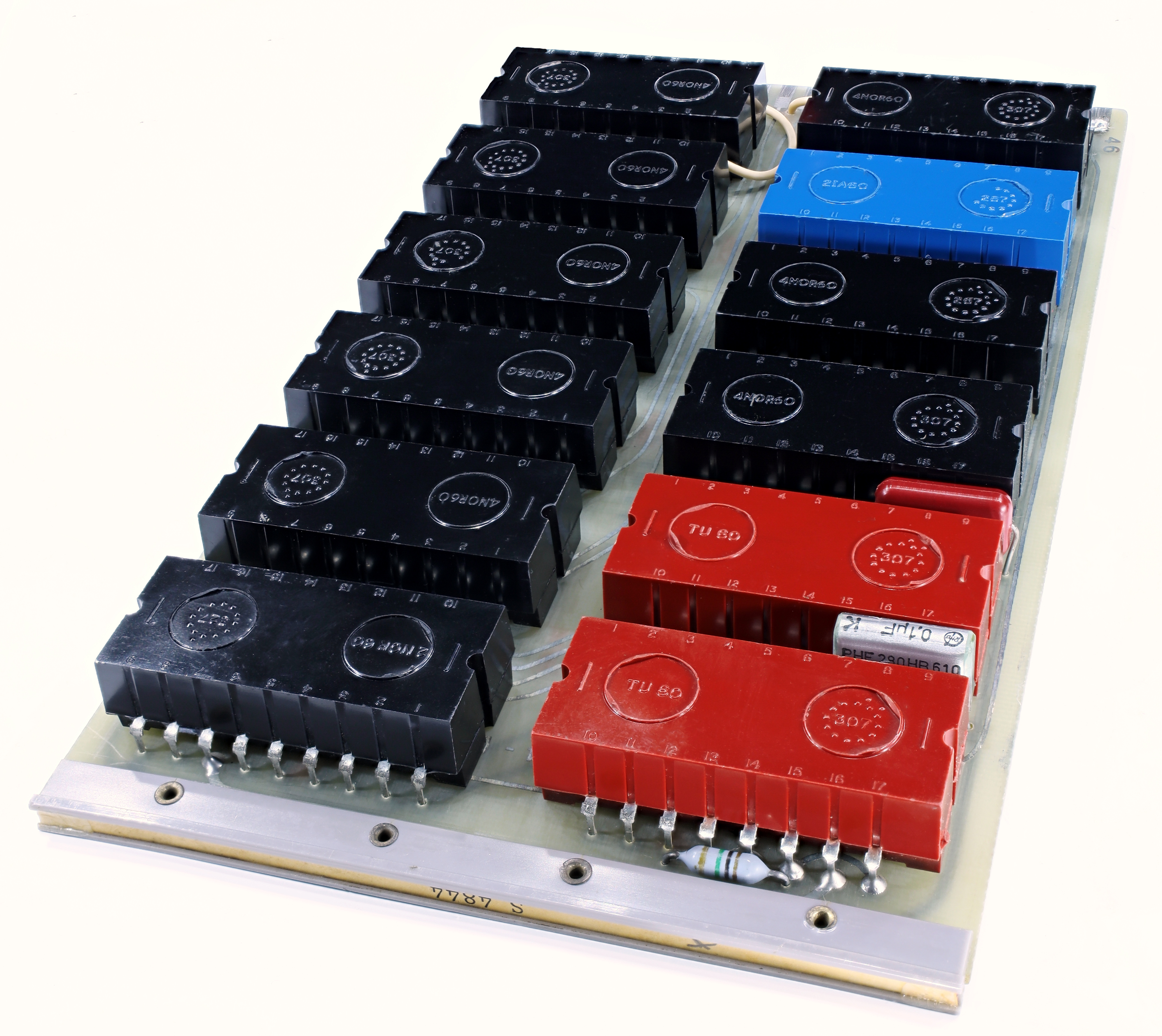
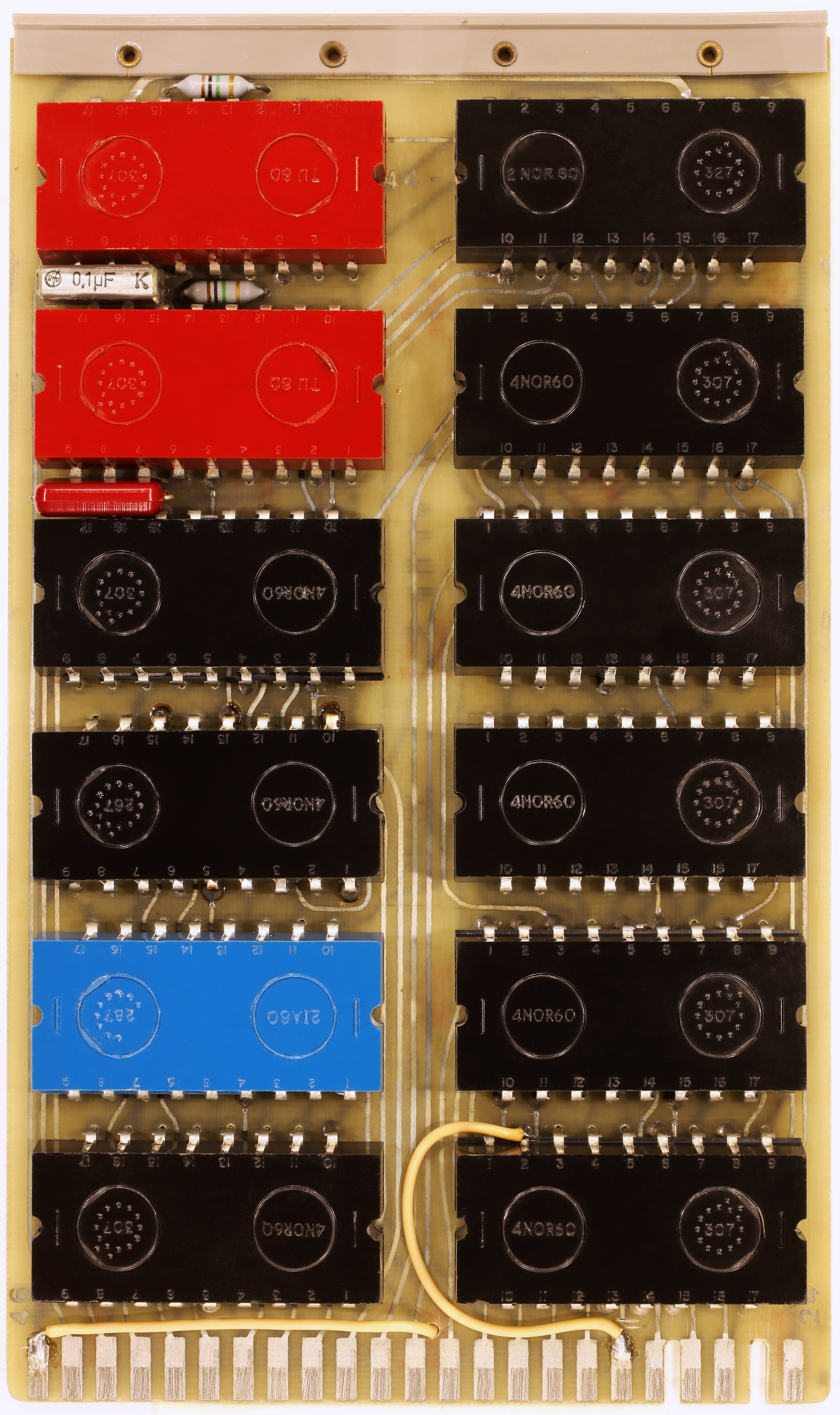

## برای مطالعهٔ بیشتر
- Norbit-Bausteine (به آلمانی). Valvo GmbH. 1962. (43 pages) (NB. Also part of the Valvo-Handbuch 1962 pages 83–۱۲۵.)
- Valvo-Handbuch Bausteine (به آلمانی) (1963 ed.). Hamburg, Germany: Valvo GmbH. 1963. (253 pages) (NB. Contains a chapter about Norbit modules as well.)
- Norbit-S-Bausteine (به آلمانی) (1967/1968 ed.). Hamburg, Germany: Valvo GmbH. 1967. (25 pages)
- Circuit Blocks 40-Series, NORBITS 60-Series, Input/Output Devices. Philips Product Data. Philips Electronic Components and Materials Division. September 1969. 9399 261 10501.
- Grimley, Robert (2016) [2011]. "Mullard & CES - Mullard & Combined Electronic Services (CES)". Early Philips Colour TV. Archived from the original on 2017-10-27. Retrieved 2017-01-14.